# Batalla de Chacabuco
La batalla de Chacabuco, es va lliurar durant la Guerra de la Independència de Xile; es va produir el 12 de febrer de 1817. L'Exèrcit dels Andes de les Províncies Unides del Riu de la Plata, dirigit pel capità general José de San Martín, va derrotar una força espanyola dirigida per Rafael Maroto. Va ser una derrota per a la Capitania General de Xile, el govern reialista establert després de la divisió del virregnat del Perú.

## El fons
L'any 1814, després d'haver estat fonamental en l'establiment d'un congrés elegit popularment a l'Argentina, José de San Martín va començar a plantejar-se el problema d'expulsar completament els reialistes espanyols d'Amèrica del Sud. Es va adonar que el primer pas seria expulsar-los de Xile i, per a això, es va dedicar a reclutar i equipar un exèrcit. En poc menys de dos anys, tenia un exèrcit d'uns 6.000 homes, 1.200 cavalls i 22 canons.
El 17 de gener de 1817 va partir amb aquesta força i va començar la travessia dels Andes. Una planificació acurada per la seva banda havia fet que les forces reialistes a Xile fossin desplegades per fer front a amenaces que no existien, i la seva travessia no va tenir oposició. No obstant això, l'Exèrcit dels Andes (com es deia la força de San Martín) va patir grans pèrdues durant la travessia, perdent fins a un terç dels seus homes i més de la meitat dels seus cavalls. San Martín es va trobar aliat amb el patriota xilè Bernardo O'Higgins, que comandava el seu propi exèrcit.
Els reialistes es van precipitar cap al nord en resposta a la seva aproximació, i una força d'uns 1.500 al comandament del brigadier Rafael Maroto va bloquejar l'avanç de San Martín a una vall anomenada Chacabuco, prop de Santiago. Davant la desintegració de les forces reialistes, Maroto va proposar abandonar la capital i retirar-se cap al sud, on podrien resistir i obtenir recursos per a una nova campanya. La conferència militar convocada pel governador reial mariscal de camp Casimiro Marcó del Pont el 8 de febrer va adoptar l'estratègia de Maroto, però l'endemà al matí, el capità general va canviar d'opinió i va ordenar a Maroto que es preparés per a la batalla a Chacabuco.
La nit abans de l'enfrontament, Antonio de Quintanilla, que després es distingiria extraordinàriament en la defensa de Chiloé, va confiar a un altre funcionari espanyol la seva opinió sobre l'estratègia mal escollida: Dada la posició dels insurgents, les forces reialistes haurien de retirar-se unes poques llegües cap als turons de Colina. "Maroto va escoltar aquesta conversa des d'una cambra propera i no va poder o es va negar a escoltar-me a causa del seu orgull i auto-importància, va trucar a un assistent amb la seva notòria veu ronca i va proclamar un decret general sota pena de mort, a qui li suggerís una retirada".
L'únic que havien de fer Maroto i les seves tropes va ser retardar San Martín, ja que sabia que hi havia més reforços reialistes de camí des de Santiago. San Martín també ho sabia, i va optar per atacar mentre encara tenia l'avantatge numèric.

## Preludi
San Martín va rebre nombrosos informes dels plans espanyols d'un espia vestit de roto, un camperol pobre de Xile. El roto li va dir que el general espanyol, Marcó, sabia de lluitar a la muntanya i va dir al seu exèrcit que "correguessin al camp", que fa referència a Chacabuco. També va explicar a San Martín el pla del general Rafael Maroto, líder del Regiment de Talavera i una força de voluntaris de fins a 2.000 homes. El seu pla era agafar la muntanya i llançar un atac contra San Martín.
L'11 de febrer, tres dies abans de la data prevista de l'atac, San Martín va convocar un consell de guerra per decidir un pla. El seu principal objectiu era prendre el Ranxo Chacabuco, la seu dels reialistes, al fons dels turons. Va decidir dividir els seus 2.000 soldats en dues parts, enviant-los per dues carreteres a banda i banda de la muntanya. El contingent dret estava liderat per Miguel Estanislao Soler, i l'esquerra per O'Higgins. El pla era que Soler ataqués els seus flancs, mentre al mateix temps envoltava la rereguarda per tal d'evitar la seva retirada. San Martín esperava que els dos líders atacarien al mateix temps, de manera que els reialistes haurien de lluitar en dos fronts.

## Batalla
San Martín va enviar les seves tropes muntanya avall a partir de la mitjanit del dia 11 per preparar un atac de matinada. A l'alba, les seves tropes estaven molt més a prop dels reialistes del que s'esperava, però lluitaven dur i heroicament. Mentrestant, les tropes de Soler van haver de baixar per un camí estret que va resultar llarg i feixuc, trigant més del que s'esperava. El general O'Higgins, suposadament veient la seva terra natal i sent vençut de passió, va abandonar el pla d'atac i va carregar, juntament amb els seus 1.500. Què va passar exactament en aquesta part de la batalla es debat ferotgement. O'Higgins va afirmar que els reialistes van aturar la seva retirada i van començar a avançar cap a les seves tropes. Va dir que si hagués de guiar els seus homes enrere pel camí estret i retirar-se, els seus homes haurien estat eliminats un per un. San Martín va veure l'avanç prematur d'O'Higgins i va ordenar a Soler que carregués el flanc reialista, eliminant la pressió d'O'Higgins i permetent que les seves tropes es mantinguessin.
El foc posterior es va allargar fins a la tarda. La marea va canviar per a l'Exèrcit dels Andes quan Soler va capturar un punt clau d'artilleria reialista. En aquest punt, els reialistes van instal·lar una plaça defensiva al voltant del Ranxo Chacabuco. O'Higgins va carregar el centre de la posició reialista, mentre que Soler es va situar darrere dels reialistes, tallant qualsevol possibilitat de retirada. O'Higgins i els seus homes van aclaparar les tropes reialistes. Quan van intentar retirar-se, els homes de Soler els van tallar el pas i van empènyer cap al ranxo. Es va produir un combat cos a cos al ranxo i als voltants fins que tots els soldats reialistes van morir o van ser fets presoners. 500 soldats reialistes van ser morts i 600 presoners. L'Exèrcit dels Andes va perdre només dotze homes en la batalla, però 120 més van perdre la vida a causa de les ferides patides durant la batalla. Maroto va aconseguir escapar, gràcies a la velocitat del seu cavall, però va resultar ferit lleu.

## Conseqüències
Les tropes reialistes restants es van dirigir a l'extrem sud de Xile on establirien un mini Xile espanyol. Van ser reforçats des del mar i van demostrar ser un problema per a la nació xilena fins que finalment es van veure obligats a retirar-se per mar a Lima. El governador interí Francisco Ruiz-Tagle va presidir una assemblea, que va designar a San Martín com a governador, però va rebutjar l'oferta i va sol·licitar una nova assemblea, que va convertir a O'Higgins en Director Suprem de Xile. Això marca l'inici del període "Patria Nueva" en la història de Xile.